# Новокорчуватська вулиця
Новокорчува́тська ву́лиця — вулиця в Голосіївському районі міста Києва, селище Мишоловка. Пролягає від Багринової вулиці до тупика. 
Прилучається безіменний проїзд до Військової вулиці.

## Історія
Вулиця виникла в середині XX століття під назвою 10-та Нова. Сучасна назва — з 1944 року, від розташованої поряд історичної місцевості Корчувате.